# Bryne Fotballklubb 2007
Questa voce raccoglie le informazioni riguardanti il Bryne Fotballklubb nelle competizioni ufficiali della stagione 2007.

## Rosa
| N. |                       | Ruolo | Calciatore          |
| -- | --------------------- | ----- | ------------------- |
| 1  | Norvegia (bandiera)   | P     | Roger Eskeland      |
| 2  | Norvegia (bandiera)   | D     | Jørn Hagen          |
| 3  | Norvegia (bandiera)   | D     | Ronny Espedal       |
| 4  | Norvegia (bandiera)   | D     | Vegar Landro        |
| 5  | Finlandia (bandiera)  | D     | Jaakko Nyberg       |
| 6  | Norvegia (bandiera)   | C     | Jarle Steinsland    |
| 7  | Norvegia (bandiera)   | C     | Trygve Åse Lunde    |
| 7  | Norvegia (bandiera)   | C     | Vidar Nisja         |
| 8  | Norvegia (bandiera)   | C     | Ole Martin Tunheim  |
| 8  | Norvegia (bandiera)   | C     | Aleksander Midtsian |
| 9  | Namibia (bandiera)    | C     | Quinton Jacobs      |
| 10 | Norvegia (bandiera)   | A     | Tommy Høiland       |
| 11 | Norvegia (bandiera)   | A     | Håvard Sakariassen  |
| 12 | Norvegia (bandiera)   | P     | Arnt Ove Braut      |
| 12 | Portogallo (bandiera) | P     | Nuno Marques        |
| 12 | Norvegia (bandiera)   | P     | Bernhard Nyheim     |

| N. |                      | Ruolo | Calciatore           |
| -- | -------------------- | ----- | -------------------- |
| 14 | Norvegia (bandiera)  | D     | Magnus Ueland        |
| 15 | Norvegia (bandiera)  | C     | Oddgeir Salte        |
| 15 | Norvegia (bandiera)  | C     | John Erik Klinge     |
| 16 | Norvegia (bandiera)  | C     | Kai Ove Stokkeland   |
| 17 | Norvegia (bandiera)  | C     | Bjørn Yngvar Kydland |
| 17 | Norvegia (bandiera)  | C     | Bjørn Rune Salte     |
| 18 | Norvegia (bandiera)  | C     | Henning Rugland      |
| 19 | Norvegia (bandiera)  | A     | Cato Hansen          |
| 20 | Norvegia (bandiera)  | D     | Tor-Mattis Kåven     |
| 20 | Norvegia (bandiera)  | C     | Esben Ertzeid        |
| 21 | Spagna (bandiera)    | D     | Antonio              |
| 21 | Islanda (bandiera)   | C     | Baldur Sigurðsson    |
| 22 | Nigeria (bandiera)   | A     | Paul Oyuga           |
| 23 | Norvegia (bandiera)  | A     | Marius Helle         |
| 27 | Danimarca (bandiera) | A     | Allan Borgvardt      |
| –– | Norvegia (bandiera)  | A     | Geir André Herrem    |

## Risultati

### Campionato

#### Girone di andata
| Arbitro: | Borgersen |

|                         |           |              |
| Låstad 53’ K. Walde 58’ | Marcatori | 33’ Midtsian |

| Arbitro: | Kamben |

|                       |           |           |
| Midtsian 6’ Helle 57’ | Marcatori | 75’ Kader |

| Arbitro: | Johnsen |

|                                          |           |  |
| Vidalon 1’, 66’ Michelsen 23’ Strand 37’ | Marcatori |  |

| Arbitro: | Nordby |

|                                         |           |          |
| Sakariassen 31’ (rig.), 73’ Espedal 80’ | Marcatori | 90’ Wiig |

| Hønefoss 6 maggio 2007, ore 18:00 CEST 5ª giornata                                     | Hønefoss  | 1 – 4 referto                            | Bryne | AKA Arena (703 spett.) |
| \| \| \| \| \| Risholt 90’ \| Marcatori \| 40’, 64’ Helle 73’ Oyuga 81’ Sakariassen \| |           |                                          |       |                        |
|                                                                                        |           |                                          |       |                        |
| Risholt 90’                                                                            | Marcatori | 40’, 64’ Helle 73’ Oyuga 81’ Sakariassen |       |                        |

| Arbitro: | Høgberg |

|                                       |           |  |
| Borgvardt 4’ Oyuga 84’ Stokkeland 90’ | Marcatori |  |

| Arbitro: | Staberg |

|                  |           |             |
| Abiodun 35’, 38’ | Marcatori | 17’ Kydland |

| Arbitro: | Mjåland |

|                                    |           |  |
| Espedal 40’ Kydland 45’ Jacobs 90’ | Marcatori |  |

| Kongsvinger 3 giugno 2007, ore 18:00 CEST 9ª giornata | Kongsvinger | 0 – 0 referto | Bryne | Gjemselund Stadion (865 spett.)\| Arbitro: \| Borgersen \| |
| Arbitro:                                              | Borgersen   |               |       |                                                            |

| Arbitro: | Hagen (Grue) |

|  |           |                        |
|  | Marcatori | 24’ Hamoud 37’ Theting |

| Arbitro: | Hafsås |

|           |           |                |
| Heide 67’ | Marcatori | 81’ Stokkeland |

| Arbitro: | Borgersen |

|                                              |           |                         |
| Borgvardt 26’, 55’ Sakariassen 62’ Helle 90’ | Marcatori | 44’, 80’ Antoine-Curier |

| Arbitro: | Olsen (Kristiansand) |

|                                            |           |                     |
| M. Diouf 7’ D. Berg Hestad 29’ Gauseth 40’ | Marcatori | 50’ Hagen 87’ Oyuga |

| Arbitro: | Johnsen |

|                |           |  |
| Steffensen 75’ | Marcatori |  |

| Bryne 22 luglio 2007, ore 18:00 CEST 15ª giornata                                            | Bryne     | 6 – 0 referto | Raufoss | Bryne Stadion (1.974 spett.) |
| \| \| \| \| \| Kydland 16’, 27’, 71’ Sakariassen 17’ Hagen 61’ Hansen 76’ \| Marcatori \| \| |           |               |         |                              |
|                                                                                              |           |               |         |                              |
| Kydland 16’, 27’, 71’ Sakariassen 17’ Hagen 61’ Hansen 76’                                   | Marcatori |               |         |                              |

#### Girone di ritorno
| Arbitro: | Krokdal (Oslo) |

|               |           |               |
| Borgvardt 51’ | Marcatori | 58’ Gallefoss |

| Arbitro: | Hagen (Grue) |

|                 |           |                           |
| Lubieniecki 12’ | Marcatori | 35’ Borgvardt 61’ Espedal |

| Arbitro: | Johnsen |

|           |           |                        |
| Lunde 77’ | Marcatori | 35’ Nystrøm 66’ Jensen |

| Arbitro: | Hafsås |

|                                   |           |                                          |
| Wiig 11’ Hansen 27’ Thomassen 49’ | Marcatori | 8’ Høiland 10’ Borgvardt 60’ Sakariassen |

| Bryne 26 agosto 2007, ore 18:00 CEST 20ª giornata | Bryne | 0 – 0 referto | Hønefoss | Bryne Stadion (1.985 spett.) |

| Arbitro: | Hansen |

|              |           |                              |
| Pedersen 30’ | Marcatori | 13’ Stokkeland 57’ Borgvardt |

| Arbitro: | Helgerud (Lier) |

|                                     |           |  |
| Helle 60’ Stokkeland 76’ Hansen 78’ | Marcatori |  |

| Arbitro: | Hafsås |

|                    |           |                              |
| Espedal 20’ (aut.) | Marcatori | 23’ Borgvardt 43’ Sigurðsson |

| Bryne 23 settembre 2007, ore 16:00 CEST 24ª giornata           | Bryne     | 1 – 2 referto   | Kongsvinger | Bryne Stadion (1.802 spett.) |
| \| \| \| \| \| Borgvardt 1’ \| Marcatori \| 36’, 59’ Lindau \| |           |                 |             |                              |
|                                                                |           |                 |             |                              |
| Borgvardt 1’                                                   | Marcatori | 36’, 59’ Lindau |             |                              |

| Arbitro: | Hagen (Grue) |

|                               |           |  |
| Theting 38’ Hvidén-Watson 87’ | Marcatori |  |

| Arbitro: | Hafsås |

|                                                |           |  |
| Borgvardt 15’ Rugland 28’ Helle 48’ Ueland 78’ | Marcatori |  |

| Haugesund 14 ottobre 2007, ore 15:00 CEST 27ª giornata               | Haugesund | 2 – 2 referto       | Bryne | Haugesund Stadion (1.444 spett.) |
| \| \| \| \| \| Weaver 2’, 65’ \| Marcatori \| 60’ Oyuga 73’ Lunde \| |           |                     |       |                                  |
|                                                                      |           |                     |       |                                  |
| Weaver 2’, 65’                                                       | Marcatori | 60’ Oyuga 73’ Lunde |       |                                  |

| Arbitro: | Toppe |

|                      |           |  |
| Hansen 57’ Helle 72’ | Marcatori |  |

| Arbitro: | Johnsen |

|                                             |           |                         |
| Ertzeid 28’ Borgvardt 54’ (rig.) Hansen 67’ | Marcatori | 33’ Kvalheim 75’ Kleven |

| Raufoss 4 novembre 2007, ore 13:00 CEST 30ª giornata   | Raufoss   | 1 – 1 referto | Bryne | Raufoss Stadion (714 spett.) |
| \| \| \| \| \| Frejd 59’ \| Marcatori \| 13’ Hansen \| |           |               |       |                              |
|                                                        |           |               |       |                              |
| Frejd 59’                                              | Marcatori | 13’ Hansen    |       |                              |

### Coppa di Norvegia
| Stavanger 20 maggio 2007, ore 18:00 CEST Primo turno                                   | Vardeneset | 0 – 4 referto                                        | Bryne | Tasta Idrettspark |
| \| \| \| \| \| \| Marcatori \| 1’ Borgvardt 47’ Høiland 57’ Kydland 73’ Sakariassen \| |            |                                                      |       |                   |
|                                                                                        |            |                                                      |       |                   |
|                                                                                        | Marcatori  | 1’ Borgvardt 47’ Høiland 57’ Kydland 73’ Sakariassen |       |                   |

| Hordaland 13 giugno 2007, ore 18:00 CEST Secondo turno                                             | Askøy     | 0 – 5 referto                                                    | Bryne | Kleppestø Kunstgress |
| \| \| \| \| \| \| Marcatori \| 6’ (aut.) Sørensen 9’ Helle 64’ Borgvardt 83’ Kydland 87’ Hansen \| |           |                                                                  |       |                      |
| |           |                                                                  |       |                      |
| | Marcatori | 6’ (aut.) Sørensen 9’ Helle 64’ Borgvardt 83’ Kydland 87’ Hansen |       |                      |

| Arbitro: | Toppe |

|            |           |                        |
| Landro 59’ | Marcatori | 10’ Holmen 26’ Knudsen |